# شي تشونغ شون
شي تشونغ شون (صينى: 习仲勋; ) كان سياسيًا صينيًا
كان نائباً لرئيس مؤتمر الشعب ونائباً لرئيس مجلس الدولة، قبل أن يكون ضحية ماو تسي تونغ عام 1962 ثم أعيد تأهيله عندما تولى دنغ شياو بينغ السلطة.
وهو والد الرئيس الحالي لجمهورية الصين الشعبية شي جين بينغ .

## سيرة شخصية
ولد شي تشونغ شون في منطقة فوبينغ ، وينان، مقاطعة شنشي في عام 1913. وفي عام 1926، انضم إلى عصبة الشبيبة الشيوعية ، وفي عام 1928 انضم إلى الحزب الشيوعي الصيني .
وكان أحد القادة العسكريين للجيش الأحمر حتى تولى ماو تسي تونغ السلطة في عام 1949.
في عام 1949، بعد إعلان جمهورية الصين الشعبية، أصبح شي تشونغ شيون رئيسًا للحزب الشيوعي الصيني والحكومة وجيش التحرير الشعبي  غرب الصين.
وفي عام 1962، كان ضحية لعملية تطهير ماوية وبقي رهن الاحتجاز لمدة 16 عامًا قبل أن يعمل في أحد المصانع.
وبينما كان رئيسًا لقسم الدعاية ، استقبل في بكين عام 1954 الدالاي لاما الذي أهداه ساعة ( رولكس أو أوميغا ). بعد إعادة تأهيله في نهاية السبعينيات، تمنى شي تشونغ شيون رؤية الدالاي لاما مرة أخرى قبل وفاته دون.
وبعد الثورة الثقافية ، تم إعادة تأهيلها على يد دنغ شياو بينج . ثم تم إرساله إلى مقاطعة قوانغدونغ لتنفيذ الإصلاحات الاقتصادية التي قررها دنغ شياو بينغ. وقد ساهم بشكل خاص في إنشاء منطقة شنتشن الاقتصادية.
لودي جياري رينبوتشي ، الذي زار الصين عام 1982 في الفترة من 24 avril إلى 8 juin كواحد من ثلاثة أعضاء في وفد رفيع المستوى لإجراء محادثات استكشافية ، التقى شي تشونغ شون بهذه المناسبة. في مقابلة عام 2014، قال جياري إنه يأمل أن  شي جين بينغ قد ورث تقارب والده مع التبت.

## عائلة
كان لدى Xi Zhongxun زوجتان وأنجب منهما سبعة أطفال. زوجته الثانية، تشي شين ، هي والدة شي جين بينغ  الأمين العام الحالي للحزب الشيوعي الصيني ورئيس جمهورية الصين الشعبية.
يعتبر شي جين بينغ  أحد الممثلين الرئيسيين لفصيل الأمراء الحمر المكون من أبناء شيوخ النظام. كان هذا الفصيل يعارض لفترة من الوقت فصيل رابطة الشباب الشيوعي الصيني ، التي كان زعيمها الأمين العام هو جينتاو. وفي عام 2012 أصبح خليفته.
كان لشي تشونغ شون أخ واحد على الأقل، وهو شي تشونغ كاي، الذي كان على التوالي نائب مدير إدارة التجارة في حكومة مقاطعة شنشي ثم مديرًا لقسم التنظيم في لجنة الحزب الشيوعي لمقاطعة شنشي.

## ذاكرة
في octobre 2013 ، وبمناسبة الذكرى المئوية لميلاد شي تشونغ شون، وجه النظام الصيني تحية خاصة لوالد شي جين بينغ، الرئيس الحالي. وبهذه المناسبة، تم نشر مجموعة من أعمال شي تشونغ شيون.

## روابط خارجية
- موارد الحياة العامة: السيرة الذاتية الصينية قاعدة بيانات النخب السياسية الصينية ملاحظة في القاموس العام أو الموسوعة العامة: بريتانيكا سجلات الهيئة: فياف إسني LCCN أرض هولندا بولندا أستراليا النرويج كوريا الجنوبية